# Robert Rudmose-Brown

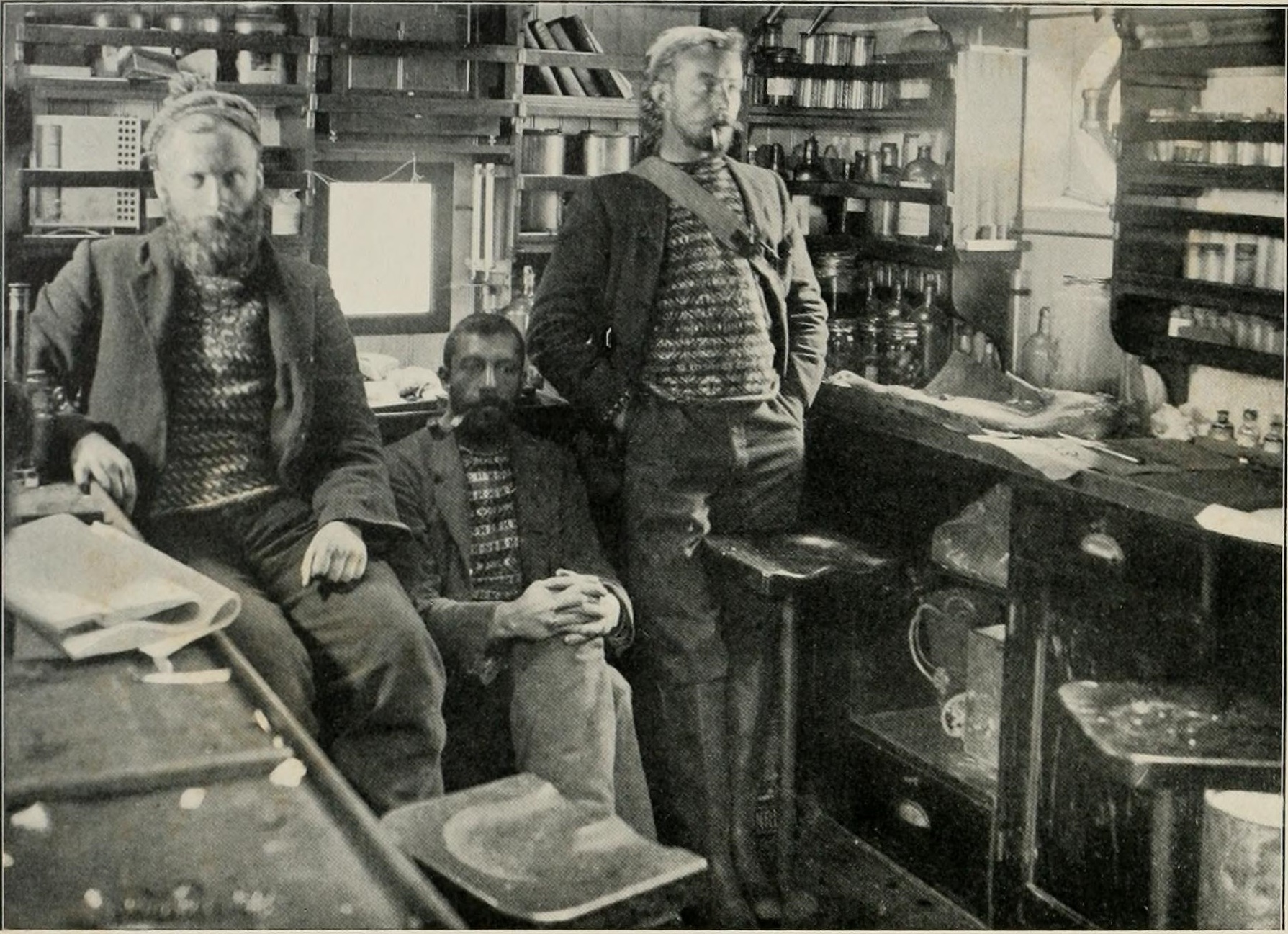
Los naturalistas R. N. Rudmose-Brown, David W. Wilton y J. H. Harvey Pirie, en el laboratorio de cubierta del Scotia.

Robert Neal Rudmose-Brown (13 de septiembre de 1879- 27 de enero de 1957) fue un botánico y explorador polar británico.

## Comienzos
Rudmose-Brown era el hijo más joven de un entusiasta del Ártico, cursó estudios en el Dulwich College. Luego de realizar tareas en el área de Ciencias Naturales en la Universidad de Aberdeen su primer trabajo académico fue enseñando botánica en el University College, en Dunde, que por esa época formaba parte de la Universidad de St Andrews.

## Exploración de la Antártida
En Dundee conoce a William Speirs Bruce quien lo invita a que se una a la Expedición Antártica Nacional Escocesa donde cataloga la vida silvestre de las Islas Orcadas del Sur. Al regresar a Escocia se convierte en el asistente de Bruce en el Laboratorio Oceanográfico de Escocia, es consultor del Scottish Spitsbergen Syndicate y vicepresidente del Congreso Polar internacional. En 1907 fue designado profesor de geografía en la Universidad de Sheffield y trabaja varias temporadas como botánico de campo en Svalbard.

## Servicio durante la guerra
Por ello durante la Primera Guerra Mundial trabajó en el Departamento de Inteligencia Naval en Londres con responsabilidad por información sobre el Ártico, un rol que vuelve a desempeñar durante la Segunda Guerra Mundial.

## Carrera académica
En 1920 es designado lector en geografía en Universidad de Mánchester y en 1931 regresa a Sheffield como profesor de geografía.

## Consolidación de su reputación
Fue presidente del Instituto de Geógrafos Británicos entre 1937 y 1938, y varias veces fue presidente de los clubes Ártico y Antártico. Fallece en in Sheffield en 1957, legando su biblioteca polar al Instituto Scott de Investigación Polar en Cambridge.